# Roustam Valiouline
Roustam Abdelsamatovitch Valiouline (en biélorusse : Рустам Абдэлсаматавіч Валіулін ; en russe : Рустам Абделсаматович Валиуллин ; en anglais : Rustam Valiullin), né le 24 juin 1976 à Oulianovsk, en Union soviétique, est un biathlète biélorusse. Il n'est jamais monté sur un podium individuel, mais compte deux médailles mondiales obtenues en relais et quatre victoires en Coupe du monde également en relais. 

## Biographie
Rustam Valiullin est intégré à l'équipe nationale lors de la saison 1999-2000, marquant rapidement des points dans la Coupe du monde. En 2002, il obtient ses premiers podiums en relais et gagne même à Lahti.
Aux Championnats du monde 2003, il s'empare de la médaille de bronze au relais.
En 2007, il obtient son meilleur résultat en Coupe du monde à l'individuel de Lahti, avec le cinquième rang.
Aux Championnats du monde 2008, il remporte la médaille d'argent du relais mixte.
Il compte trois participations aux Jeux olympiques, en 2002, 2006 et 2010. 24e du sprint en 2006 est son meilleur résultat individuel.
Il a pris sa retraite en 2013, après un court passage en coupe d'Europe. Sa dernière apparition en Coupe du monde remonte à 2011.

## Palmarès

### Jeux olympiques
| Épreuve / Édition   | Individuel | Sprint | Poursuite | Départ en ligne                  | Relais |
| Salt Lake City 2002 | 60e        | -      | -         | Épreuve inexistante à cette date | -      |
| Turin 2006          | 46e        | 24e    | 26e       | -                                | 11e    |
| Vancouver 2010      | 48e        | 43e    | 42e       | -                                | 11e    |

- - : pas de participation à l'épreuve.
- : épreuve inexistante lors de cette édition.

### Championnats du monde
| Épreuve / Édition                | Individuel                       | Sprint                           | Poursuite                        | Départ en masse                  | Relais                           | Relais mixte                     |
| Mondiaux 2000 Oslo-Holmenkollen  | -                                | -                                | -                                | -                                | 4e                               | Épreuve inexistante à cette date |
| Mondiaux 2003 Khanty-Mansiïsk    | 50e                              | 16e                              | 20e                              | 24e                              | Bronze                           | Épreuve inexistante à cette date |
| Mondiaux 2004 Oberhof            | 7e                               | 32e                              | 32e                              | 23e                              | 4e                               | Épreuve inexistante à cette date |
| Mondiaux 2005 Hochfilzen         | 18e                              | 19e                              | 26e                              | 29e                              | 4e                               | Épreuve inexistante à cette date |
| Mondiaux 2005 Khanty-Mansiïsk    | Épreuve inexistante à cette date | Épreuve inexistante à cette date | Épreuve inexistante à cette date | Épreuve inexistante à cette date | Épreuve inexistante à cette date | 12e                              |
| Mondiaux 2006 Pokljuka           | Épreuve inexistante à cette date | Épreuve inexistante à cette date | Épreuve inexistante à cette date | Épreuve inexistante à cette date | Épreuve inexistante à cette date | 14e                              |
| Mondiaux 2007 Antholz-Anterselva | 48e                              | 40e                              | 36e                              | -                                | 20e                              | -                                |
| Mondiaux 2008 Östersund          | 8e                               | 45e                              | 43e                              | 20e                              | 8e                               | Argent                           |
| Mondiaux 2009 Pyeongchang        | 27e                              | 52e                              | 42e                              | -                                | 19e                              | 9e                               |
| Mondiaux 2010 Khanty-Mansiïsk    | Épreuve inexistante à cette date | Épreuve inexistante à cette date | Épreuve inexistante à cette date | Épreuve inexistante à cette date | Épreuve inexistante à cette date | 9e                               |
| Mondiaux 2011 Khanty-Mansiïsk    | 57e                              | 69e                              | -                                | -                                | 9e                               | -                                |

Légende :

 :épreuve inexistante

- : n'a pas participé à l'épreuve

### Coupe du monde
- Meilleur classement général : 30e en 2009.
- Meilleur résultat individuel : 5e.
- 9 podiums en relais : 4 victoires, 3 deuxièmes places et 2 troisièmes places[1].

#### Différents classements en Coupe du monde
| Année     | Classement général final | Sprint | Poursuite | Individuel | Mass start |
| 1999-2000 | 49e                      | 51e    | -         | -          | -          |
| 2000-2001 | 79e                      | 70e    | -         | 61e        | -          |
| 2001-2002 | 85e                      | 69e    | -         | -          | -          |
| 2002-2003 | 37e                      | 24e    | 40e       | 38e        | 38e        |
| 2003-2004 | 34e                      | 21e    | 21e       | 22e        | 33e        |
| 2004-2005 | 46e                      | 49e    | 48e       | 31e        | 49e        |
| 2005-2006 | 32e                      | 33e    | 26e       | 50e        | 30e        |
| 2006-2007 | 44e                      | 60e    | 53e       | 23e        | -          |
| 2007-2008 | 51e                      | 64e    | 65e       | 27e        | 40e        |
| 2008-2009 | 30e                      | 26e    | 35e       | 61e        | 27e        |
| 2009-2010 | 56e                      | 48e    | 59e       | -          | -          |

### Championnats d'Europe
- Médaille de bronze du relais en 2003 et 2007.

### Championnats du monde de biathlon d'été
- Médaille d'or du sprint en 1999.
- Médaille d'or du relais en 2001 et 2004.
- Médaille de bronze du relais en 2005.